# Desmopachria lewisi
Desmopachria lewisi är en skalbaggsart som beskrevs av Young 1981. Desmopachria lewisi ingår i släktet Desmopachria och familjen dykare. Inga underarter finns listade i Catalogue of Life.